# 蘇立文
蘇立文（Michael Sullivan，1916年10月29日—2013年9月28日）生于加拿大多伦多，汉学家、藝術史家，是最早向西方介紹中國現代美術的西方學者之一、西方研究與批評中國現代美術史的權威。

## 生平
蘇立文出生于加拿大多伦多，幼年隨父母移居英國。1936年至1939年，在劍橋大學學習建筑學。1940年2月，他以國際紅十字會志愿者的身份前往中國，支援抗日战争。1941年，在红十字会结识了吳寰（Khoan），一位来自福建厦门的女大学生。1942年，蘇立文从贵阳迁居成都，在华西大学博物馆工作，并且于同年和吴寰在成都结婚。
苏立文在2005年在北京大学的演讲中称，“在成都我第一次认识中国艺术家，特别是那些到内地来避难的艺术家，这些艺术家里有吴作人、丁聪、刘开渠、庞薰琹及他的妻子丘堤。庞薰琹是我一生最亲密的朋友，他给了我很多的帮助。”1945年，苏立文获金陵大学语言和艺术史的教职，开始广泛接触中国画家。他與中國畫家黃賓虹、張大千、林風眠、羅爾純、庞薰琹、丁聰等人都有交往。苏立文教关山月英文，关山月则依照《芥子园画谱》教苏立文中国画技法；吴作人在苏立文家的阳台完成了《青海市集即景》；庞薰琹为苏立文的妻子吴环绘了一幅画像；丁聪、叶浅予、张大千等人对苏立文讲了游历中国边疆的见闻，并赠给他不少画作。获悉苏立文对中国现代艺术感兴趣之后，素不相识的黄宾虹为苏立文寄来一幅袖珍山水画。
1946年，蘇立文夫婦回到英國。1949年，蘇立文獲得劍橋大學的碩士學位，1952年，他獲得哈佛大學的博士學位。1954年至1960年任教于新加坡大學，1960年至1966年任教于倫敦大學亞非學院，1966年至1985年担任斯坦福大學教授并曾任東方藝術系主任。1985年起，蘇立文任教于牛津大學直至退休，晚年為牛津大學聖凱瑟琳學院榮休院士。苏立文组织策划并协助完成了吴冠中在伦敦大英博物馆举办的展览，此次展览将中国当代艺术介绍到英国，同时确立了吴冠中在国际艺术界的地位。
2012年中国美术馆举办了“苏利文与20世纪中国美术”特展。
2013年9月28日，苏立文在牛津大学医院病逝，享年97岁。

## 著作
- The Birth of Landscape Painting in China (1962);
- Symbols of Eternity：The Art of Landscape painting in China (1979);
- The Birth of Landscape Painting in China: The Sui and Tang dynasties（1980）；
- The Meeting of Eastern and Western Art (rev. ed. 1989);
- Art and Artists of Twentieth Century China (1996);
- The Arts of China (fourth ed. 1999).

## 家庭
- 妻子：吴寰（Khoan），家乡为福建厦门。早年成为大学生，学习细菌学。后于1942年在成都与苏立文结婚。此后她放弃了自己的科学生涯，帮助苏立文结识了许多中国的画家、艺术家。2003年，吴寰在英国牛津逝世。[1]